# Morr Music
Morr Music ist ein Indietronic-Plattenlabel und wurde von Thomas Morr 1999 in Berlin gegründet.

## Labelgeschichte
Thomas Morr arbeitete 1998 im oberbayerischen Landsberg am Lech im Vertrieb des Labels Hausmusik und half, diesen weiter auszubauen. Im darauf folgenden Jahr gründete er sein eigenes Label Morr Music, wobei ihn zunächst Hausmusik mit vorhandenen Vertriebswegen unterstützte, später verhalf Morr der Hausmusik zu neuen Kontakten. Die erste Veröffentlichung war im Juni 1999 das Album Poploops for Breakfast von B. Fleischmann. 2000 folgte mit Putting the Morr back in Morrissey die erste Label-Kompilation. 2001 wurde mit A Number of Small Things ein Sublabel für 7"-Singles gegründet und 2003 mit Sound of a Handshake ein Sublabel für Kollaborationen. In den nachfolgenden Jahren spezialisierte sich Morr auf Electronica-Formationen aus Deutschland, nahm aber neben Indietronic- und IDM-Acts auch Indiefolk-Bands unter Vertrag, darunter einige aus Großbritannien und Skandinavien.

## Künstler und Bands

### Aktuelle Künstler und Bands
- Aloa Input
- Amiina
- Apfelsin Bros.
- B. Fleischmann
- Backyard - The Movie
- Borko
- Butcher the Bar
- The Clean
- Duo505
- F.S.Blumm
- Fenster
- FM Belfast
- The Go Find
- Isan
- It’s a Musical
- Lali Puna
- Masha Qrella
- Ms. John Soda
- Múm
- Orcas
- Pascal Pinon
- Populous with Short Stories
- Radical Face
- Seabear
- Sin Fang
- Sóley
- Telekinesis
- Tied & Tickled Trio

### Ehemalige Künstler und Bands
- Accelera Deck
- The American Analog Set
- Andrew Kenny
- Arovane
- Ben Gibbard
- Benni Hemm Hemm
- Bobby & Blumm
- Contriva
- Couch
- Electric President
- Fat Jon & Styrofoam
- Herrmann & Kleine
- Guitar
- Icebreaker International
- Christian Kleine
- Komeit
- Limp
- Man’s Bestfriend
- Manual
- The Notwist
- Opiate
- Others People’s Children
- People Press Play
- Piano Magic
- Phonem
- Robert Scott
- Seavault
- Solvent
- Styrofoam
- Surf City
- Tarwater
- Teamforest
- Wechsel Garland
- The Wooden Birds
- The Year Of

## Kompilationen
- 2009: Not Given Lightly – A Tribute To the Giant Golden Book Of New Zealand’s Alternative Music Scene
- 2007: Music For Hairy Scary Monsters
- 2007: Glaube
- 2007: A Number of Small Things – A Collection of Morr Music Singles from 2001–2007
- 2004: Monsters of Morr Music: USA/Canada Tour 2004
- 2004: Morr Music Japan Tour 2004
- 2003: Morr Music USA Tour Winter 2003
- 2002: Blue Skied an’ Clear – A Slowdive Tribute
- 2001: Hotel Stadt Berlin
- 2000: Putting the Morr back in Morrissey

## Mitgliedschaften
Morr Music ist Mitglied des Kooperationsnetzwerkes der Berliner Musikwirtschaft Berlin Music Commission.